# Prêmio Washington D.C. Area Film Critics Association de Melhor Filme de Animação
O Prêmio Washington D.C. Area Film Critics Association de Melhor Filme de Animação é um prêmio de cinema anual oferecido pela Washington D.C. Area Film Critics Association.

## Vencedores e Indicados

### Década de 2000
| 2002 | Lilo & Stitch                                  | Chris Sanders and Dean DeBlois | - Ice Age      | Chris Wedge Spirit: Stallion of the Cimarron                                          | Kelly Asbury Treasure Planet               | Ron Clements, John Musker The Wild Thornberrys Movie      | Jeff McGrath, Cathy Malkasian  |
| 2003 | Finding Nemo                                   | Andrew Stanton and Lee Unkrich | - Brother Bear | Aaron Blaise, Robert Walker The Triplets of Belleville (Les triplettes de Belleville) | Sylvain Chomet                             |                                                           |                                |
| 2004 | The Incredibles                                | Brad Bird                      | - Shark Tale   | Vicky Jenson Shrek 2                                                                  | Andrew Adamson, Kelly Asbury               |                                                           |                                |
| 2005 | Wallace & Gromit: The Curse of the Were-Rabbit | Nick Park and Steve Box        | - Corpse Bride | Tim Burton, Mike Johnson Howl's Moving Castle (Hauru no ugoku shiro)                  | Hayao Miyazaki                             |                                                           |                                |
| 2006 | Happy Feet                                     | George Miller                  | - Cars         | John Lasseter Ice Age: The Meltdown                                                   | Carlos Saldanha Monster House              | Gil Kenan Over the Hedge                                  | Tim Johnson, Karey Kirkpatrick |
| 2007 | Ratatouille                                    | Brad Bird                      | - Bee Movie    | Steve Hickner, Simon J. Smith Shrek the Third                                         | Chris Miller, Raman Hui The Simpsons Movie | David Silverman Surf's Up                                 | Ash Brannon, Chris Buck        |
| 2008 | WALL-E                                         | Andrew Stanton                 | - Bolt         | Chris Williams, Byron Howard Kung Fu Panda                                            | John Stevenson, Mark Osborne Persepolis    | Marjane Satrapi, Vincent Paronnaud The Tale of Despereaux | Rob Stevenhagen, Sam Fell      |
| 2009 | Up                                             | Pete Docter                    | - 9            | Shane Acker Coraline                                                                  | Henry Selick Fantastic Mr. Fox             | Wes Anderson Ponyo                                        | Hayao Miyazaki                 |

### Década de 2010
| 2010 | Toy Story 3              | Lee Unkrich                    | - Despicable Me            | Pierre Coffin, Chris Renaud How To Train Your Dragon | Chris Sanders, Dean DeBlois The Illusionist (L'illusionniste) | Sylvain Chomet Tangled                                     | Nathan Greno, Byron Howard    |
| 2011 | Rango                    | Gore Verbinski                 | - The Adventures of Tintin | Steven Spielberg Kung Fu Panda 2                     | Jennifer Yuh Nelson Puss in Boots                             | Chris Miller Rio                                           | Carlos Saldanha               |
| 2012 | ParaNorman               | Sam Fell e Chris Butler        | - Brave                    | Mark Andrews, Brenda Chapman Hotel Transylvania      | Genndy Tartakovsky Rise of the Guardians                      | Peter Ramsey, William Joyce Wreck-It Ralph                 | Rich Moore                    |
| 2013 | Frozen                   | Chris Buck and Jennifer Lee    | - The Croods               | Chris Sanders, Kirk DeMicco Despicable Me 2          | Pierre Coffin, Chris Renaud Epic                              | Chris Wedge Monsters University                            | Dan Scanlon                   |
| 2014 | The Lego Movie           | Phil Lord e Christopher Miller | - Big Hero 6               | Don Hall, Chris Williams The Book of Life            | Jorge R. Gutierrez The Boxtrolls                              | Anthony Stacchi, Graham Annable How to Train Your Dragon 2 | Dean DeBlois                  |
| 2015 | Inside Out               | Pete Docter                    | - The Good Dinosaur        | Peter Sohn Hotel Transylvania 2                      | Genndy Tartakovsky The Peanuts Movie                          | Steve Martino Shaun the Sheep Movie                        | Richard Starzak, Mark Burton  |
| 2016 | Kubo and the Two Strings | Travis Knight                  | - The Angry Birds Movie    | Fergal Reilly, Clay Kaytis Finding Dory              | Andrew Stanton Moana                                          | Ron Clements, John Musker Zootopia                         | Byron Howard, Rich Moore      |
| 2017 | Coco                     | Lee Unkrich                    | - The Breadwinner          | Nora Twomey Despicable Me 3                          | Pierre Coffin, Kyle Balda The Lego Batman Movie               | Chris McKay Loving Vincent                                 | Dorota Kobiela, Hugh Welchman |

## Ver Também
- Washington D.C. Area Film Critics Association